# Ruth Coello
Ruth Coello là một nữ diễn viên và đạo diễn sân khấu và truyền hình người Ecuador chuyên về ứng biến. Cô đã kết hôn với một người bạn thời thơ ấu, Hugo Avilés và họ có hai con.

## Tiểu sử
Ruth Coello sinh ra và dành phần lớn thời gian đầu sống ở Astillero, nhưng đã chuyển đến khu vực phía bắc của thành phố. Trong những năm 1980, khi đang học kiến trúc ở trường đại học, Coello đã tham gia lớp học kịch 3 tháng với một người bạn thời thơ ấu và người chồng tương lai, Hugo Avilés, và chơi trong vở kịch Los vampiros của Jose Martínez Queirolo. Mặc dù cô không được chú ý nhiều, Coello và Avilés đã bỏ học đại học để theo đuổi sự nghiệp trong nhà hát. Cuối cùng, cặp đôi thành lập nhóm kịch ngẫu hứng Fantoche.
Coello xuất hiện lần đầu trên truyền hình trong một tập phim De la vida real của Ecuavisa thật về kẻ giết người hàng loạt Daniel Camargo Barbosa và sẽ tiếp tục xuất hiện trong nhiều bộ phim truyền hình trong loạt phim đó. Cô cũng xuất hiện với tư cách là khách trên Archivos del Destino của TC Televisión và chơi trong Solteros sin compromiso và cá nhân Lịch sử. Năm 2005, Coello xuất hiện ngắn gọn trong vở opera xà phòng Corazón Dominado và hai năm sau đó được chơi trong một tác phẩm khác, Cholicienta của RedTeleSistema, với tên Doña Victoria. Cuối năm đó, cô đã tạo ra telenovelas Kandela và Mostro de Amor, cả hai phát sóng trên Teleamazonas.

## Trích dẫn
1. 1 2 3  "Ruth Coello, la doña Victoria de 'Cholicienta'". El Universo (bằng tiếng Tây Ban Nha). ngày 16 tháng 9 năm 2007. Truy cập ngày 4 tháng 3 năm 2014.
2. 1 2  "Ruth Coello: 'Este protagónico me la Merezco'". Expresiones (bằng tiếng Tây Ban Nha). ngày 5 tháng 6 năm 2012. Bản gốc lưu trữ ngày 4 tháng 3 năm 2014. Truy cập ngày 4 tháng 3 năm 2014.
3. ↑  "Estoy sola, no es Fácil". Expresiones (bằng tiếng Tây Ban Nha). ngày 22 tháng 1 năm 2014. Bản gốc lưu trữ ngày 4 tháng 3 năm 2014. Truy cập ngày 4 tháng 3 năm 2014.
4. 1 2  "Ruth Coelle". mandragorateatro.org (bằng tiếng Tây Ban Nha). Fundación Mandrágora.